# Гард-Коломб
Гард-Коломб (фр. Garde-Colombe) — муніципалітет у Франції, у регіоні Прованс — Альпи — Лазурний Берег, департамент Верхні Альпи. Гард-Коломб утворено 1 січня 2016 року шляхом злиття муніципалітетів Ейгіан, Лагран i Сен-Жені. Адміністративним центром муніципалітету є Ейгіан. Населення — 522 особи (01.01.2021).